# رضوانية (مقاطعة فهرج)
رضوانية (بالفارسية: رضوانیه) هي قرية تقع في ناحية نغين كوير في إيران. يقدر عدد سكانها بـ 705 نسمة بحسب إحصاء 2016.